# Rue de Provence (Paris)
Pour les articles homonymes, voir Rue de Provence.
La rue de Provence  est une voie des 8e et 9e arrondissements de Paris.

## Situation et accès
Elle commence rue du Faubourg-Montmartre et se termine rue de Rome. Seule la courte portion comprise entre la rue du Havre et cette dernière rue se trouve dans le 8e arrondissement.
Ce site est desservi par les stations de métro Trinité - d'Estienne d'Orves, Le Peletier, Havre - Caumartin et Chaussée d'Antin-Lafayette.

## Origine du nom

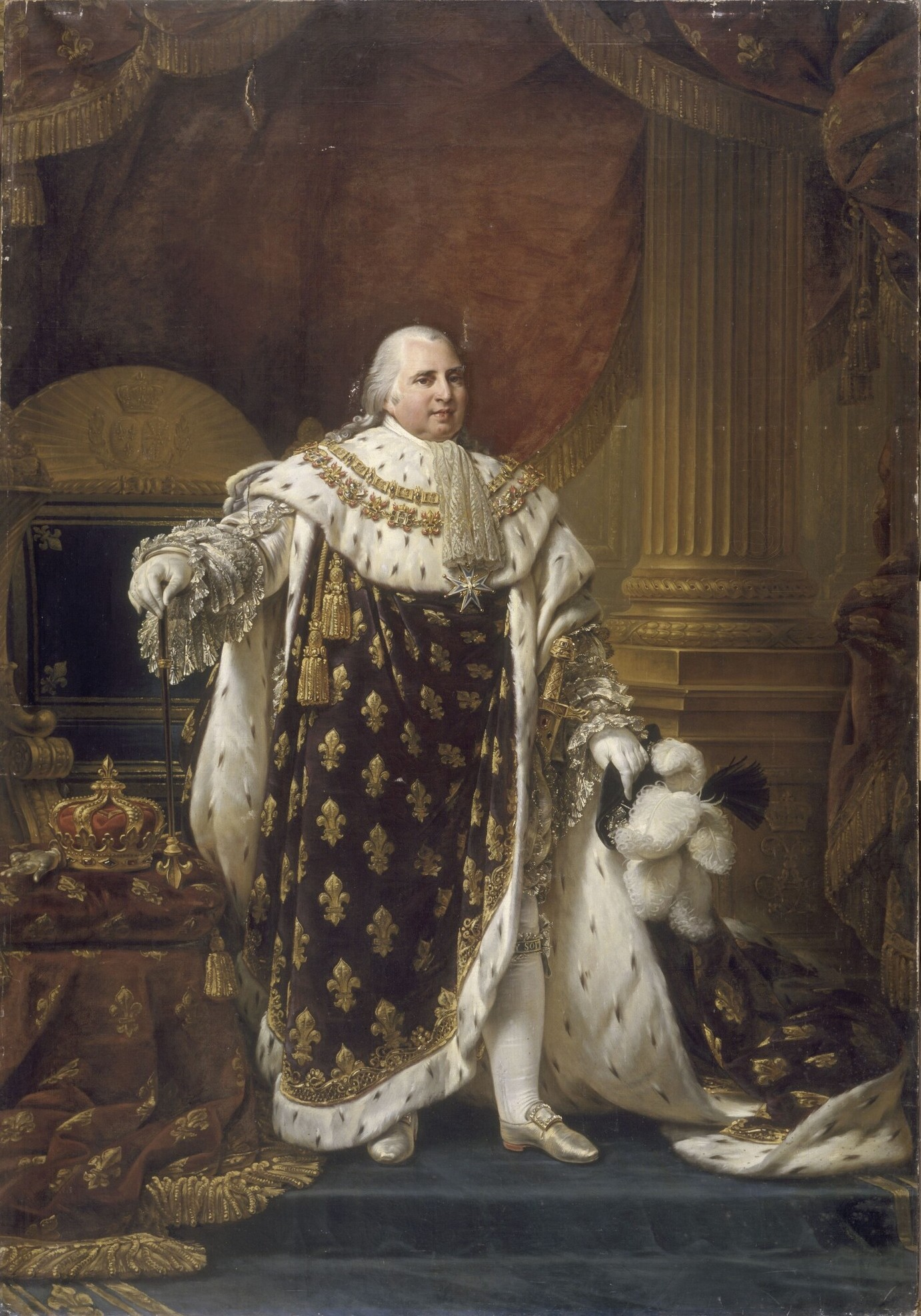
Louis XVIII.

Elle a reçu sa dénomination en l'honneur de Louis-Stanislas-Xavier, comte de Provence, frère de Louis XVI et roi de France en 1814 sous le nom de « Louis XVIII ».

## Historique

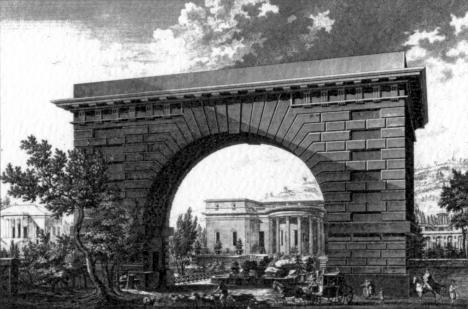
No 34 : emplacement de l'hôtel de Thélusson et son portail (1778).

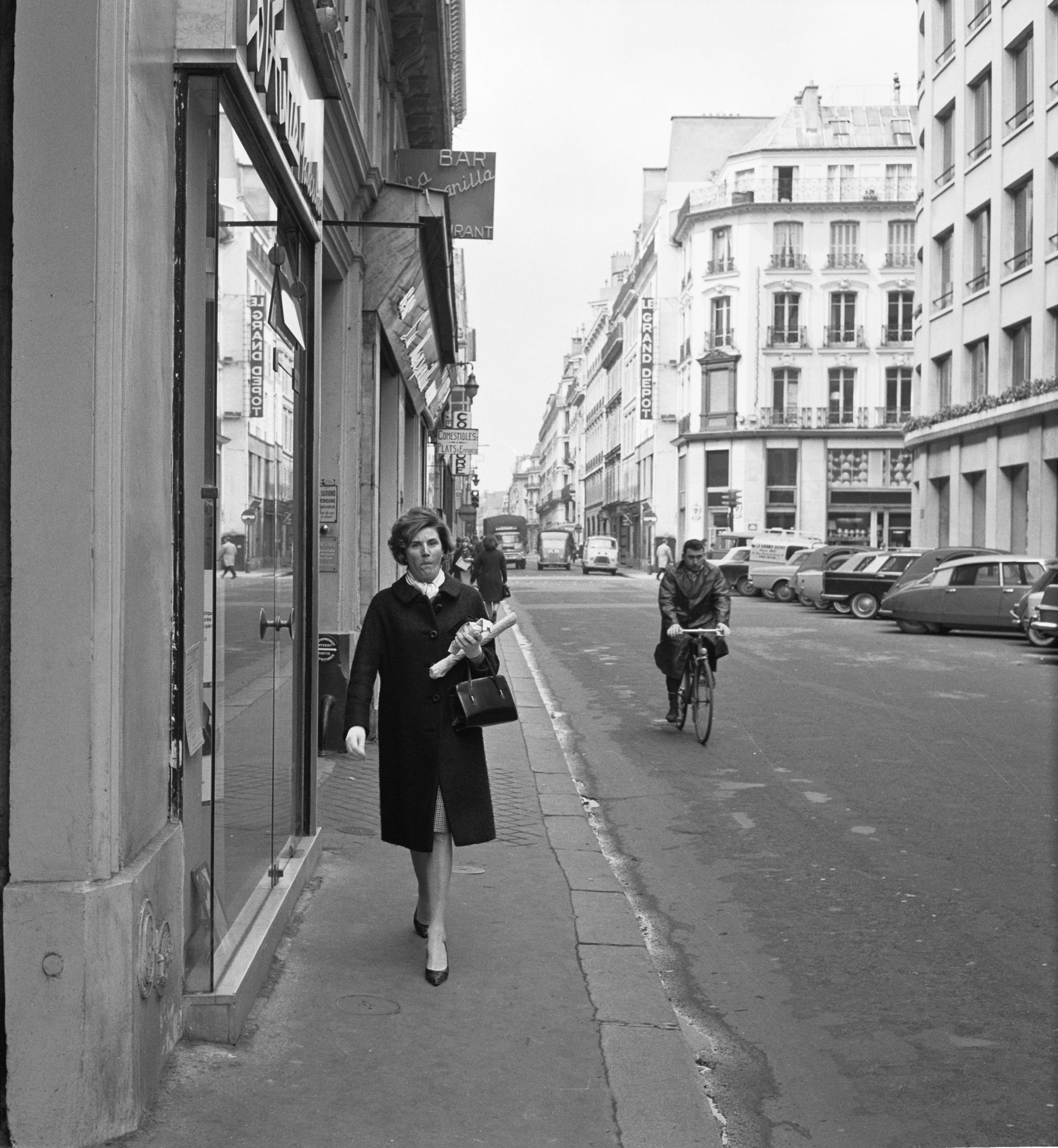
La rue de Provence, vers le carrefour avec la rue Drouot, en 1965.

L'ouverture de la rue de Provence a été autorisée par lettres patentes du 15 décembre 1770 au profit du banquier et fermier général Jean-Joseph de Laborde. Celui-ci était propriétaire de terrains situés rue d'Artois (portant le nom du frère du roi, le futur Charles X) et rue de Provence, à charge pour lui d'assurer le pavage des deux rues :
« Louis, par la grâce de Dieu, Roi de France et de Navarre, à nos amés et féaux Conseillers, les gens tenant notre Cour de Parlement à Paris, salut :
Notre amé et féal, Conseiller secrétaire, Jean-Joseph de Laborde, propriétaire de son chef de terrains situés en notre bonne ville de Paris, aboutissant d'un bout sur le rempart de la dite ville, entre la rue Neuve-Grange-Batelière, et la Chaussée-d'Antin, et d'un autre bout sur l'égout d'entre le Faubourg Montmartre et la dite Chaussée-d'Antin ;
et comme subrogé aux droits du sieur Jacques Louis Guillaume Bouret de Vézelay auquel la Ville a concédé la propriété de la superficie du Grand Égout, en toute la largeur entre le ponceau de la Chaussée d'Antin et la partie déjà voûtée du Faubourg Montmartre ;
nous aurait fait exposer que les terrains dont il est propriétaire sont devenus, par l'extension successive de la Ville, propres à former des habitations aussi commodes qu'agréables et utiles ; la proximité du quartier, la pureté de l'air et la promenade des remparts, y faisant désirer à nombre de citoyens d'y établir leur demeure ; mais, que ces terrains n'étant traversés d'aucune rue, et n'y ayant aucun débouché commode entre le Faubourg Montmartre et la Chaussée d'Antin, ils ne pourraient être divisés en portions de grandeur convenable à ceux qui voudraient en acquérir et y bâtir, d'une manière proportionnée à leurs facultés et à leurs besoins ; et, qu'en concourant par l'exposant à la décoration de la Ville et à la commodité du public, il retirerait un plus grand avantage de ses terrains s'il nous plaisait lui permettre d'ouvrir deux nouvelles rues de 30 pieds 9,75 mètres de large chacune, telles qu'elles sont figurées au plan annexé à sa requête ;
l'une (la partie de la rue de Provence située entre les rues du Faubourg-Montmartre et de la Chaussée-d'Antin) à travers ses terrains à prendre du rempart de la Ville, en face de la nouvelle rue de Grammont, pour aboutir sur l'Égout ;
et l'autre (la rue d'Artois, actuellement rue Laffitte, partie entre le boulevard des Italiens et la rue de Provence, à travers le terrain du dit égout, à prendre de la Chaussée d'Antin au Faubourg Montmartre ;
en conservant la propriété, jouissance et disposition du surplus de la dite largeur, dans la partie à lui concédée par la Ville ;
à la charge par l'exposant, de faire faire à ses frais, non-seulement la voûte et couverture nécessaire en la partie du dit égout, depuis la Chaussée d'Antin jusqu'à la partie voûtée du Faubourg Montmartre ;
mais encore d'établir le premier pavé dans toute la superficie des dites deux nouvelles rues, dont l'entretien et renouvellement, à l'avenir, selon l'usage, sera employé sur l’État et mis à la charge de l'administration du Pavé de Paris ;
et aussi lui permettre, et à ses ayants cause, de faire bâtir le long des dites deux rues, et dans toute l'étendue de ses terrains, tels hôtels, maisons et édifices que bon leur semblera ;
nous ayant supplié de nommer, pour régler l'alignement des deux rues et les pentes du pavé, tels commissaires que nous jugerons à propos, nous avons considéré les avantages qui résulteront de la formation de ces deux rues pour la commodité publique et la décoration de notre capitale, nous avons expliqué nos intentions par arrêt rendu en notre Conseil, nous y étant, ce jourd'huy, sur lequel nous avons ordonné que toutes lettres à ce nécessaires seraient expédiées ; à ces causes, de l'avis de notre Conseil, qui a vu le dit arrêt, et le plan annexé à la minute d'iceluy, cy attaché sous le contre scel de notre Chancellerie, nous avons, conformément au dit arrêt, ordonné, et par ces présentes signées de notre main, ordonnons ce qui suit :
- Article 1 : il sera ouvert, aux frais du sieur de la Borde deux rues de 30 pieds 9,75 mètres de large chacune, conformément à notre déclaration du 16 mai 1769 ; 
l'une, qui sera nommée rue d'Artois, travers ses terrains, à prendre du rempart de la dite Ville, en face de la nouvelle rue de Grammont, et qui ira aboutir sur l'égout ; 
et l'autre, qui sera nommée rue de Provence, sur le terrain du dit égout, à prendre de la Chaussée d'Antin au Faubourg Montmartre ;
 en conservant, le dit sieur de la Borde et ses ayants cause, le surplus dudit terrain, dont ils disposeront comme ils aviseront.
- Article 2 : l'ouverture des dites deux rues, et le pavé d'icelles, pour la première fois, seront aux frais du dit sieur de la Borde et ayants causes, conformément aux clauses du bail du pavé de Paris, et aux pentes qu'il conviendra ; ils demeureront déchargés, pour l'avenir, de l'entretien et renouvellement du dit pavé des dites deux rues en toute leur superficie, lequel entretien et renouvellement sera employé sur l'état du pavé de la Ville, faubourgs et banlieue de Paris.
- Article 3 : l'alignement des dites deux rues sera donné conformément au dit plan, en la présence des sieurs prévôt des marchands et Échevins et du sieur Mignol de Montigny, que nous commettons à cet effet, par le Maitre général des Bâtiments de la Ville ; et les pentes du pavé seront réglées en présence des mêmes Commissaires, par le dit Maitre des Bâtiments de la Ville et par l'Inspecteur général du Pavé de Paris.
- Article 4 : il sera loisible au sieur de la Borde, et à ses ayants cause, de faire bâtir, le long des dites deux rues, et dans toute l'étendue des dits terrains, tels hôtels, maisons et édifices que bon leur semblera.

Si vous mandons, que ces présentes, vous ayez à faire registrer, et le contenu en icelles et au dit arrêt de notre Conseil, faire garder et observer, et faire jouir l'exposant de leur effet selon leur forme et teneur, cessant et faisant cesser tous troubles et empêchements, nonobstant tous édits, déclarations, régalements et autres choses à ce contraires, auxquels nous avons expressément dérogé par ces présentes, pour ce regard seulement, et sans tirer à conséquence ; enjoignons à nos amés et féaux les prévot des marchands et échevins de notre bonne ville de Paris, de tenir la main à l'exécution des présentes et du dit arrêt de notre Conseil, et du dit plan, dont copie sera déposée en leur greffe. 
Car tel est notre plaisir.
Donné à Versailles, le quinzième jour du mois de décembre, l'an de grâce 1770, et de notre règne le cinquante-sixième.
Signé Louis. »
La rue recouvrait le ruisseau de Ménilmontant devenu avec la croissance de la population le Grand Égout, de 2 m de large environ. La largeur de la rue fut fixée à 30 pieds, dimension confirmée par deux décisions ministérielles des 20 mars 1813 et 21 mai 1823.
En 1784, elle est prolongée jusqu'à la rue de l'Arcade sous le nom de « ruelle de l'Égout », de « rue de l'Égout-Saint-Nicolas » puis « rue Saint-Nicolas-d'Antin ». Le percement du boulevard Haussmann ayant fait disparaitre la partie de cette rue située à l'ouest de la rue de Rome, la partie restante prend en 1868 le nom de « rue de Provence ».

## Bâtiments remarquables et lieux de mémoire
- No 16 : le 6 juillet 1819, la veuve de l’aéronaute Jean-Pierre Blanchard s’envole en ballon du jardin Tivoli. Elle prévoit de faire partir, en plein vol, un petit parachute d’où jaillirait un feu d’artifice. Lors de la mise à feu,  le ballon s’enflamme entraînant sa chute sur l’immeuble. Madame Blanchard meurt dans l’accident[3].
- No 22 (angle avec la rue Chauchat) : hôtel du XVIIIe siècle reconverti par le marchand d'art Samuel Bing (1838-1905) en galerie de l'Art nouveau en fin 1895 sous le nom Maison de l'Art nouveau. L'édifice est revendu en 1904 à l'ébéniste Louis Majorelle comme salon d'exposition puis démoli en 1922. On trouve aujourd'hui à cet emplacement une poste ayant conservé la décoration extérieure[4].

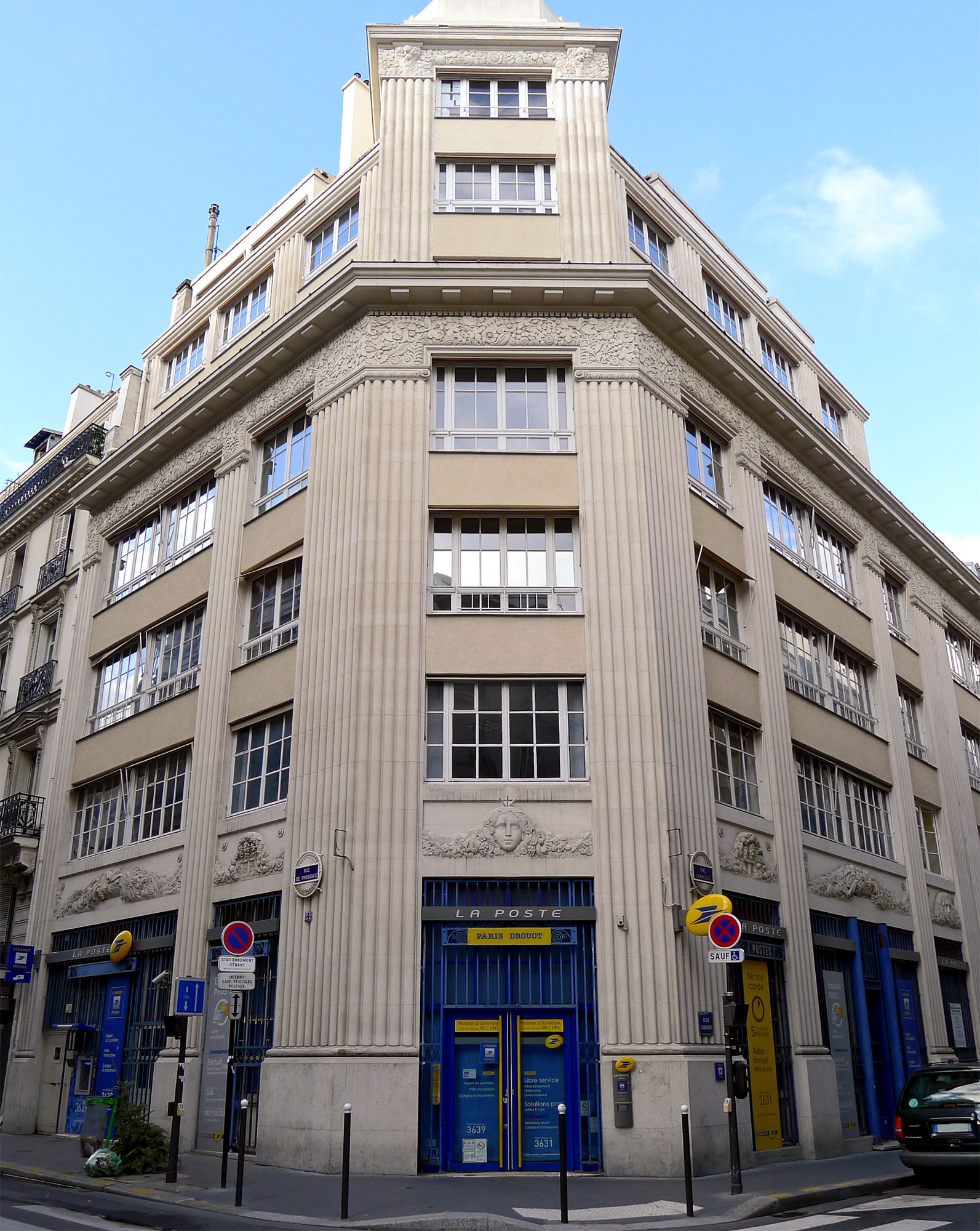
No 22 : maison de l'Art nouveau en 2014.
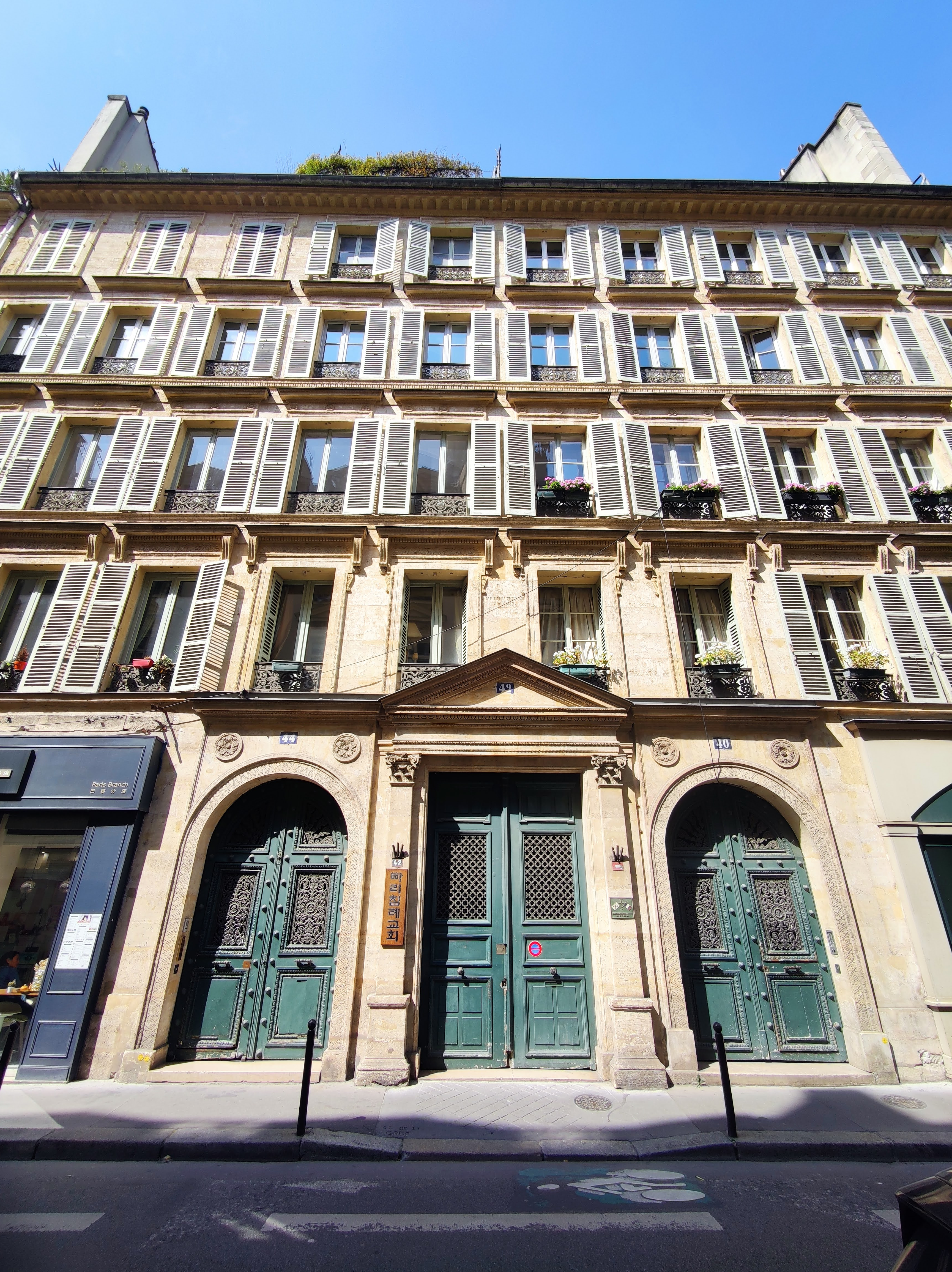
Nos 40-42-44 : immeuble construit en 1839.

- Nos 23-25 : siège du Figaro depuis 2023.
- No 32 : rare exemple d'immeuble de l'extrême fin du XVIIIe siècle[5].
- No 34 : les battants de la porte seraient le seul vestige du célèbre hôtel Thellusson construit en 1778 par Claude-Nicolas Ledoux pour la veuve du banquier genevois Georges-Tobie de Thellusson[5].

- No 41 : ancien siège de l'Union des femmes françaises.
- Nos 40-42-44 : immeuble construit par l’architecte Victor Bartaumieux en 1839, comme l’indique une inscription en façade.
- No 42 : Chapelle Taitbout, église baptiste coréenne[6].
- No 44 : Barbey d'Aurevilly a vécu à cette adresse[7].
- Nos 57, 59 et 61 : entrées de la cité d'Antin. Cette dernière a été percée à travers l'emplacement de l'ancien hôtel de Montesson où fut organisé – à l'occasion  du mariage de l'empereur avec l'archiduchesse Marie-Louise  – le bal de l’ambassade d'Autriche (1810) qui se conclut par un tragique incendie [8]. Cet incendie et sa gestion auront pour conséquence une réorganisation complète du corps des gardes-pompes, équivalent des pompiers à l'époque, en ce qui deviendra ce qui est aujourd'hui la Brigade de Sapeurs-Pompiers de Paris.

Dans les années 1900, la légation du Panama siège au no 59.

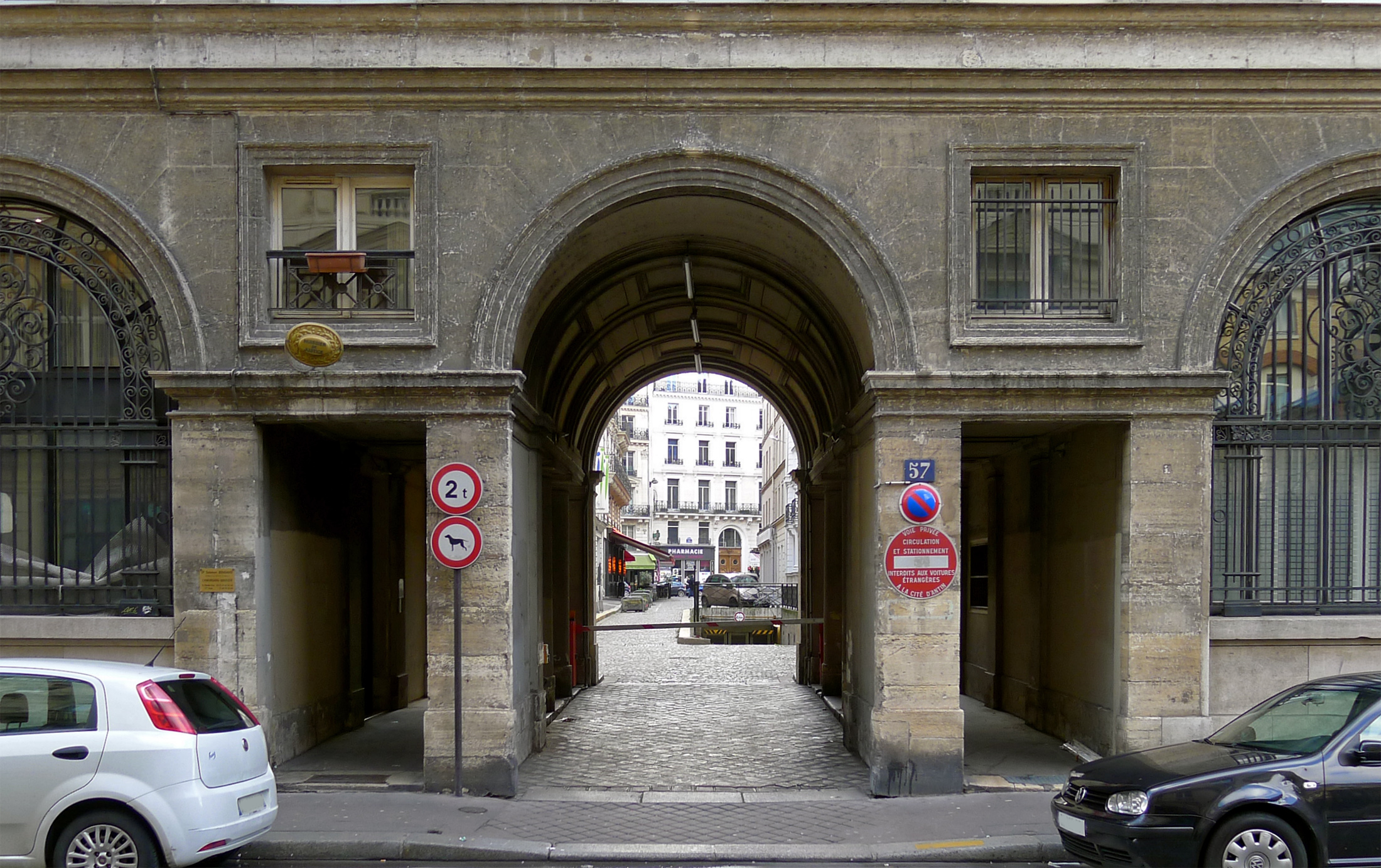
No 57.
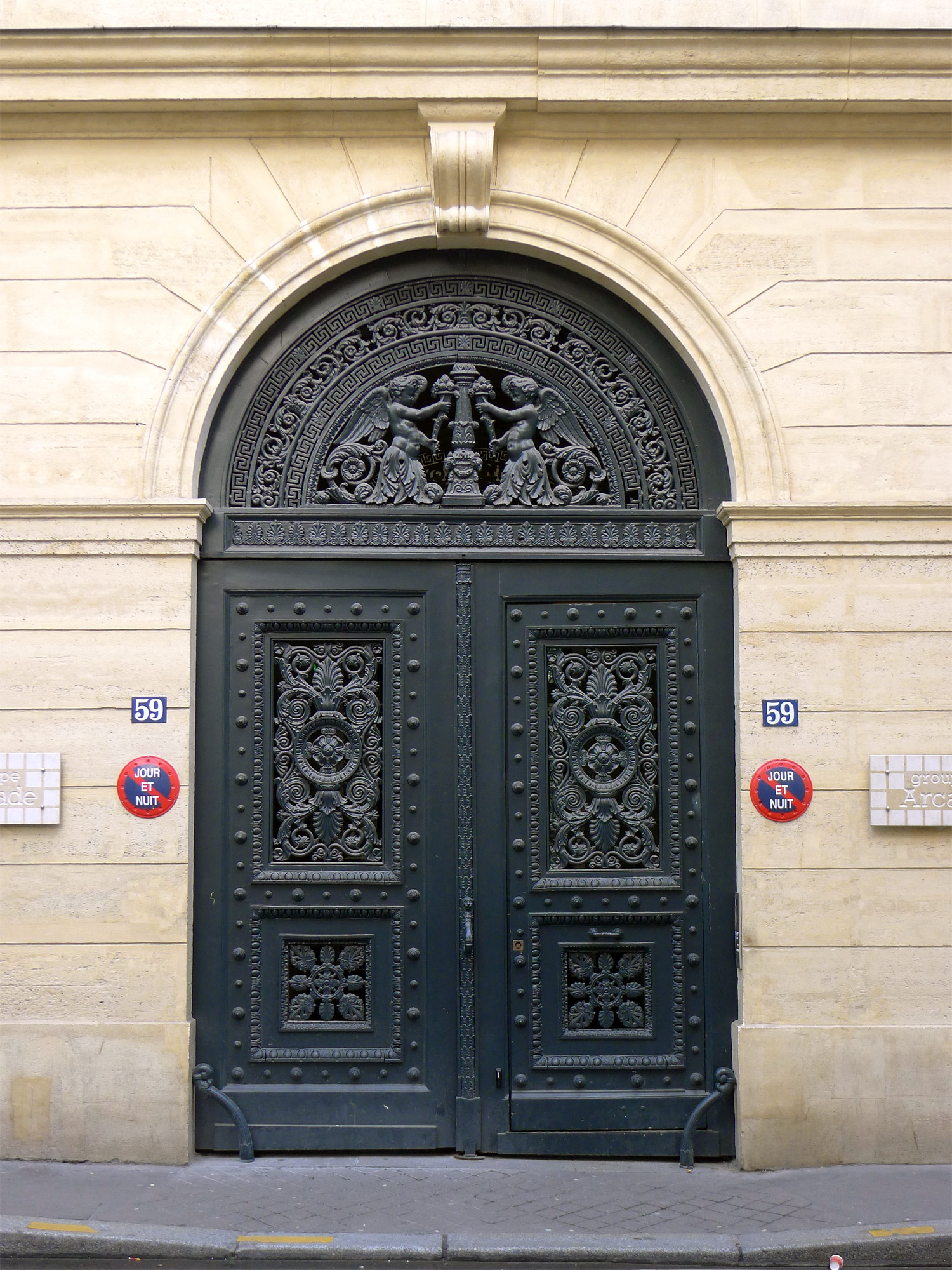
No 59.
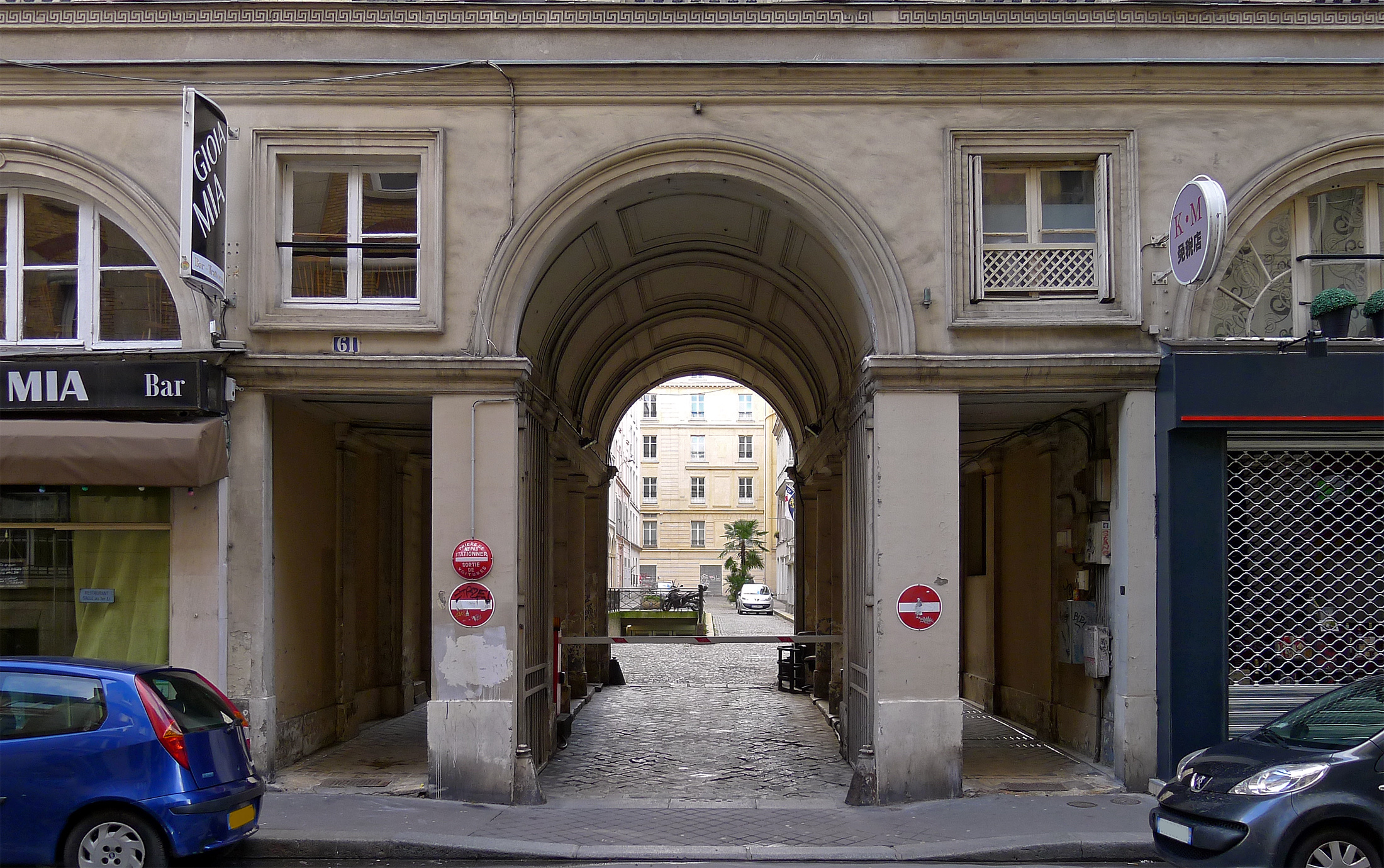
No 61.

- No 56 : entrée de la voie privée avenue de Provence.
- No 67 : Jacques Dutronc y a habité et grandi[10].

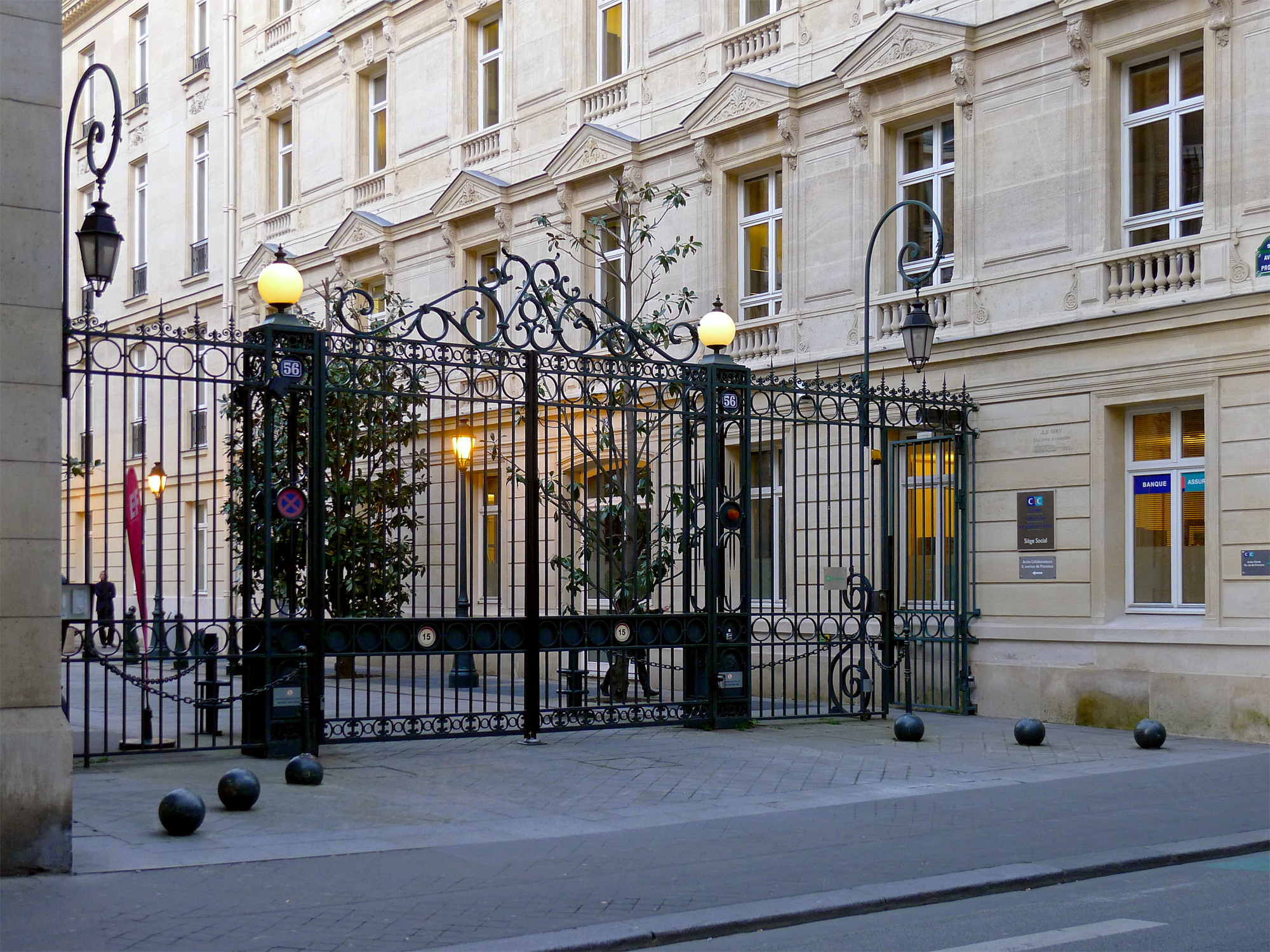
Entrée fermée de cette voie privée.
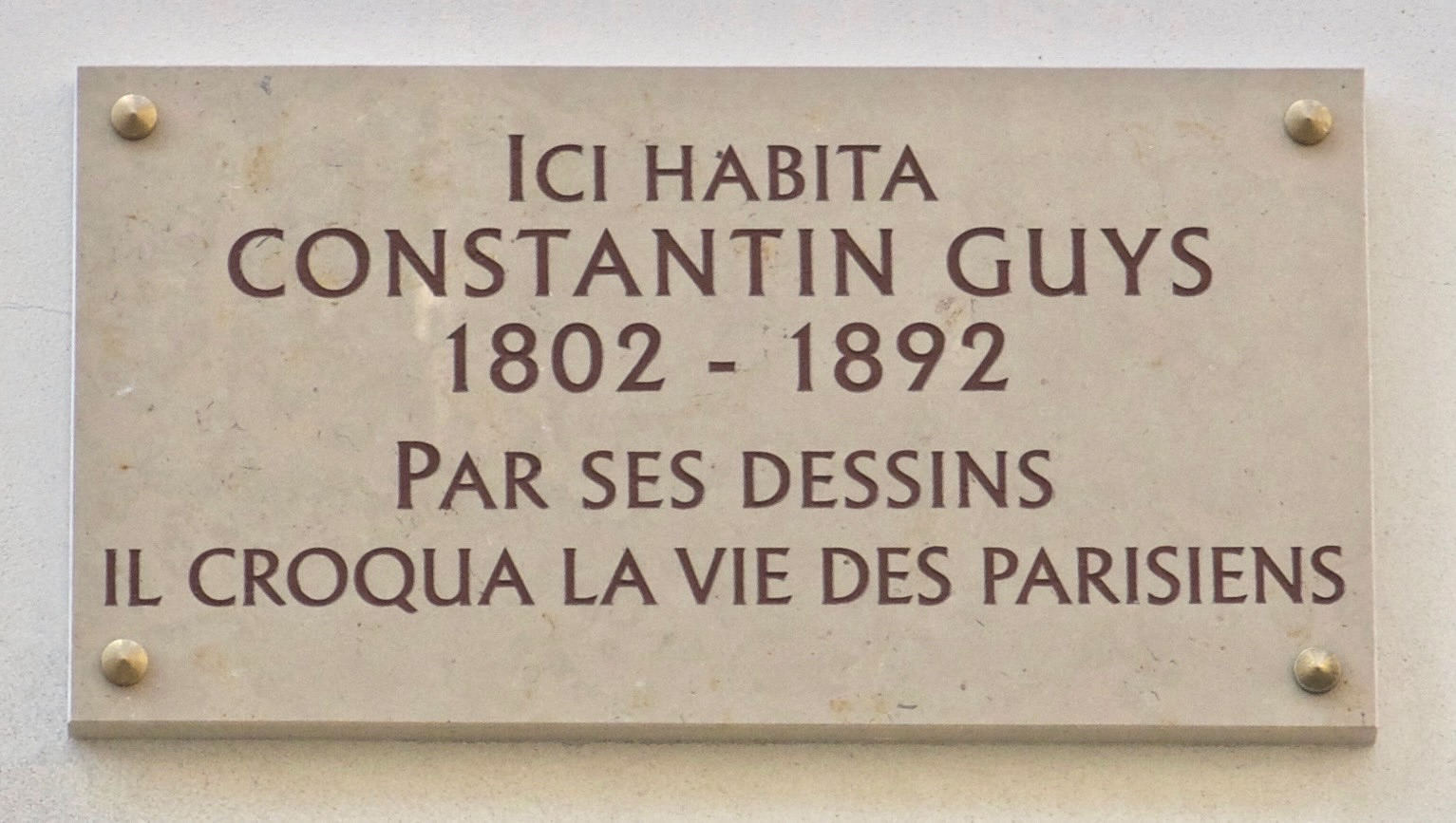
Plaque au no 80.

- No 76 : hôtel Paris-Opéra, qui hébergeait surtout des familles sans-papiers d'origine africaine et des familles en situation de précarité. Dans la nuit du 14 au 15 avril 2005, l'incendie de l'immeuble fit 25 morts dont 11 enfants, soit l'incendie le plus meurtrier de la capitale depuis la Libération.
- No 80 : le peintre et dessinateur Constantin Guys y vit de 1871 à 1885 ; une plaque lui rend hommage[11].
- No 122 : emplacement de l'ancienne maison close de luxe One Two Two (One-two-two = 122 en anglais) de 1924 à 1946[12],[13].

- No 126 : immeubles construits en 1911 par Henri Sauvage et Charles Sarrazin pour le décorateur Louis Majorelle qui y avait ses bureaux et ses ateliers[5]. Les 1er et 2e étages servaient de hall d'exposition. Les bow-windows abritaient les services administratifs et les étages supérieurs les ateliers.

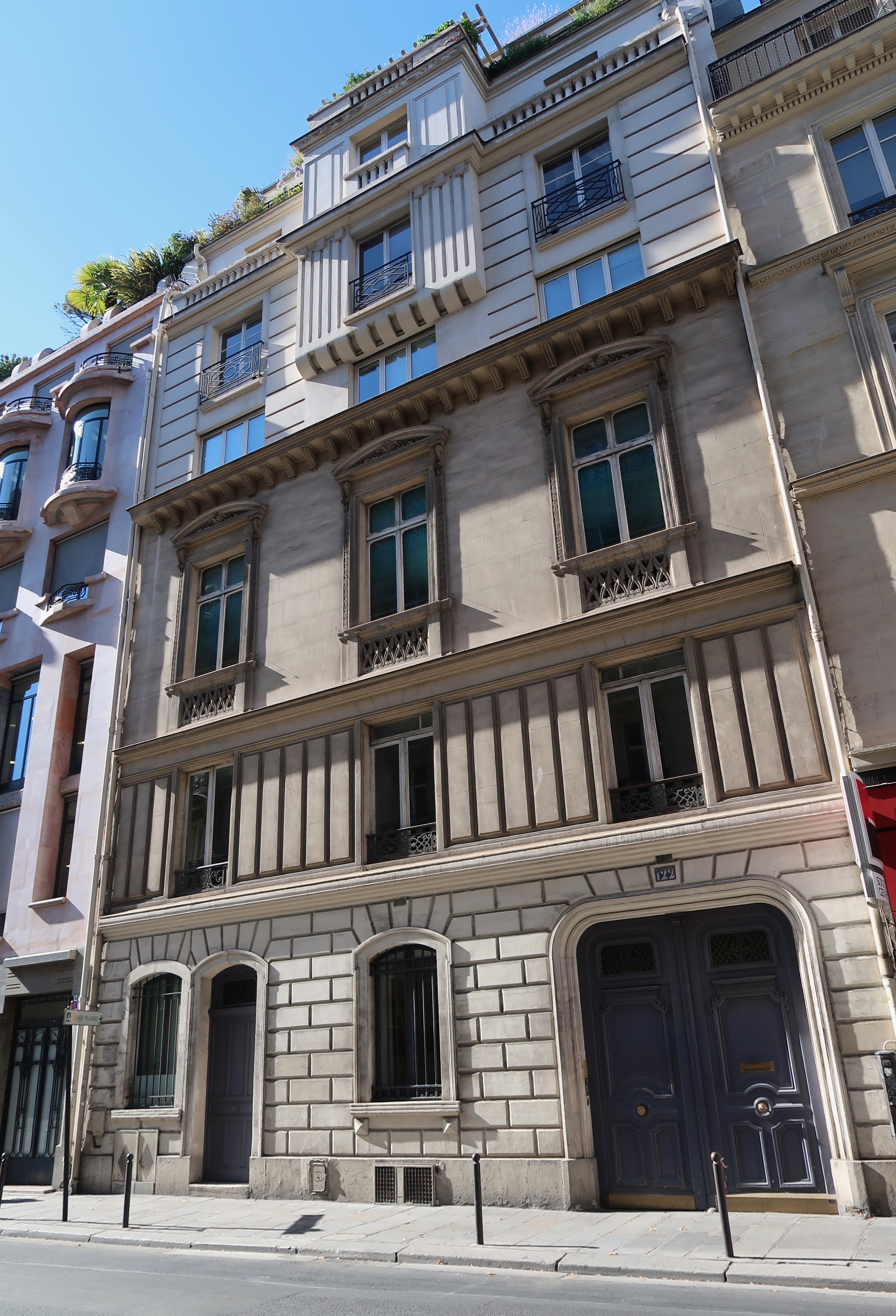
L'immeuble où se trouvait le One-two-two.
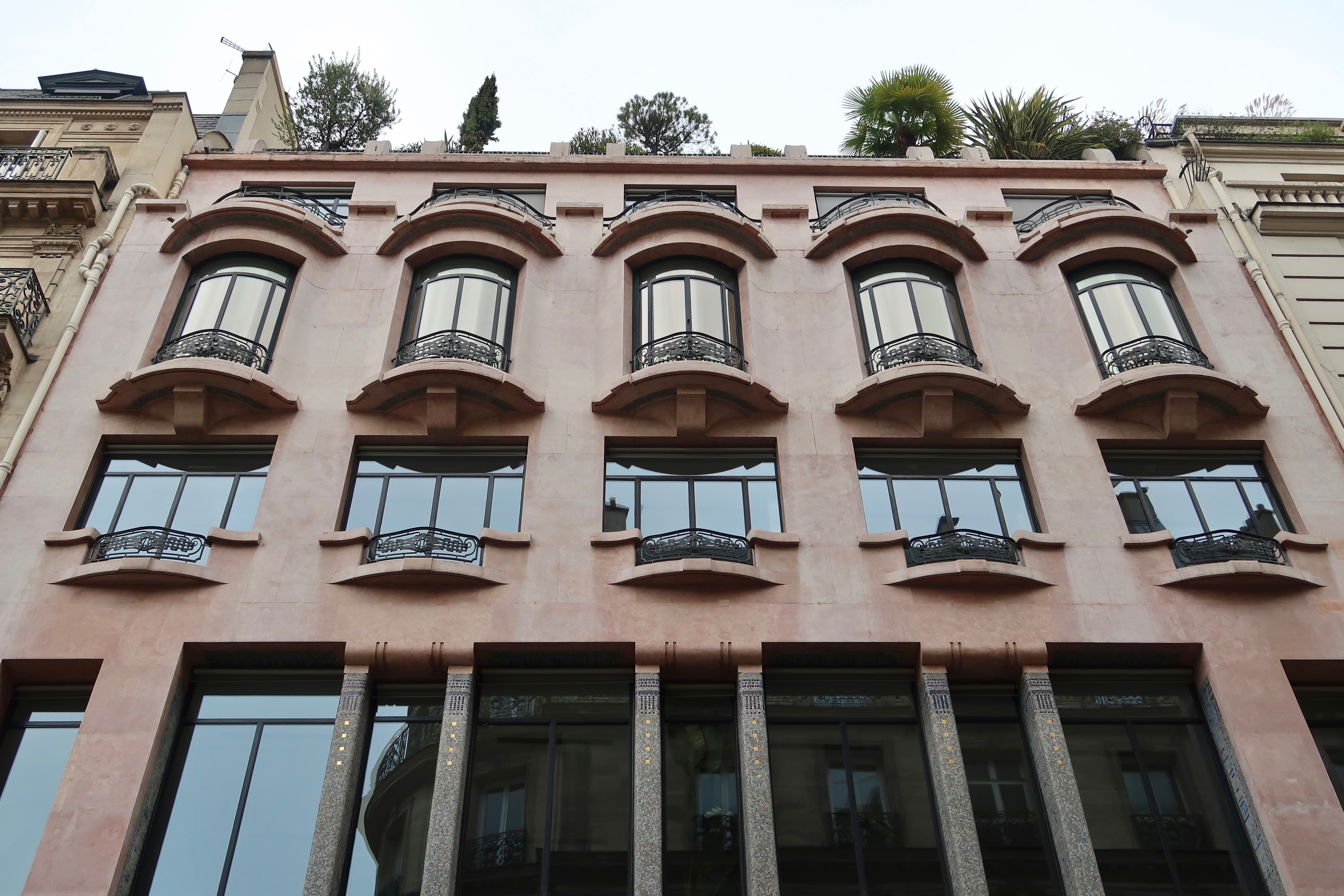
No 126.

### Dans la fiction
- Dans le roman Le Dossier n° 113 (1867) d'Émile Gaboriau, c'est au numéro 83 de la rue de Provence qu'est censée se trouver le siège de la Banque Fauvel, qui subit un vol retentissant.
- « Sécurité et discrétion ! Hôtel du libre échange, 220, rue de Provence ! Recommandé aux gens mariés… ensemble ou séparément. » C'est ce qu'indique un prospectus lu par madame Pinglet dans L'Hôtel du libre échange, pièce à succès de Georges Feydeau créée en 1894. C'est dans cet hôtel que vont se retrouver madame Paillardin, monsieur Pinglet et la plupart des protagonistes de la pièce. En réalité, le numéro 220 de cette rue n'existe pas, la numération s’arrêtant bien avant.
- Dans le roman La Dame aux camélias d’Alexandre Dumas, le personnage d’Armand Duval réside un moment dans cette rue.

## Sources
- Félix et Louis Lazare, Dictionnaire administratif et historique des rues de Paris et de ses monuments, Paris, Imprimerie de Vinchon, 1844-1849.
- Charles Lefeuve, Histoire de Paris rue par rue, maison par maison, 1875 (« Rue de Provence », www.paris-pittoresque.com).
- Jean-Marie Pérouse de Montclos (dir.), Le Guide du Patrimoine. Paris, Paris, Hachette, 1994.
- Félix de Rochegude, Promenades dans toutes les rues de Paris. VIIIe arrondissement, Paris, Hachette, 1910.
- «Rue de Provence » sur le site wikiparis.